# Metropolregion Hinesville
Die Metropolregion Hinesville (engl.: Hinesville metropolitan area) ist eine Metropolregion im Südosten des US-Bundesstaates Georgia. Sie stellt eine durch das Office of Management and Budget definierte Metropolitan Statistical Area (MSA) dar und umfasst die Countys Liberty und Long. Das Oberzentrum des Verdichtungsgebietes stellt die Stadt Hinesville dar.
Zum Zeitpunkt der Volkszählung von 2020 hatte das Gebiet 81.424 Einwohner.